# Cornelius Loos
Cornelius Loos, znany również jako Cornelius Losaeus Callidius (ur. 1546 w Gouda, zm. 3 lutego 1595 w Brukseli) – holenderski ksiądz i profesor teologii, autor dzieła De vera et falsa magia.

## Edukacja
Ukończył studia na Katolickim Uniwersytecie w Leuven, gdzie otrzymał święcenia. W 1574 wyjechał do Moguncji, gdzie w 1578 uzyskał stopień doktora teologii na Uniwersytecie w Moguncji. W 1580 powrócił do Moguncji, gdzie wykładał i napisał szereg prac na temat obrony Kościoła katolickiego. Około 1585 wyjechał do Trewiru jako profesor teologii. W kolejnych latach miał styczność z procesami o czary. Wystosował szereg pism do władz, w których sprzeciwiał się wierze w czarownice i moc diabła.

## De vera et falsa magia
W 1591 roku napisał swoje dzieło pt. De vera et ficta (falsa) magia, jako pierwszy katolicki duchowny oficjalnie sprzeciwił się polowaniom na czarownice prowadzonym na dużą skalę w Europie w XVI w. Potajemnie wysłał rękopis do Kolonii w celu wydrukowania. Napisał to dzieło z powodu niebywałego okrucieństwa mającego miejsce podczas procesów o czary. Drukowanie dzieła zostało jednak przerwane na żądanie nuncjusza papieskiego Frangipaniego a wydrukowane już kopie i arkusze zostały zniszczone. Z powodu próby druku nuncjusz nakazał go uwięzić w opactwie św. Maksymina w Trewirze. Po torturach, dnia 25 marca 1593 odwołał swoje tezy na kolanach przed dygnitarzami kościelnymi. Po wydaleniu z arcybiskupstwa w Trewirze wyjechał do Brukseli, gdzie pracował jako wikariusz przy kościele Notre Dame de la Chapelle i nadal kontynuował walkę z prześladowaniami czarownic. Ze względu na swoją działalność był pod stałym nadzorem i trzykrotnie aresztowany; po ostatnim razie, zmarł w więzieniu zanim rozpoczął się proces. Jego główny oponent, jezuicki teolog Martin Delrio, oznajmił, że gdyby Loos nie zmarł wcześniej na dżumę, to zostałby spalony na stosie jako heretyk.
Rękopis jego dzieła został utracony na prawie 300 lat. Odnalazł go w bibliotece jezuickiej Trewiru w 1886 roku amerykański historyk George Lincoln Burr.